# 翁心梓
翁心梓（1922年—），美籍华人实业家、桥牌事业家。身前大力赞助桥牌事业，与邓小平、杨小燕等都为桥牌至交。

## 生平
1922年生于上海，浙江鄞县人，家族石塘翁氏是浙东著名学术家族。翁是民国行宪后首位行政院长翁文灏侄子，翁父翁文濤为翁文灏弟，国府历驻日、台、美、加外交官。翁早年毕业于上海大夏大学，后回家乡兴办新式教育，1941年(另说1942年)在鄞县(今宁波市)创办新式中原小学，自任校长，同年5月又斥资开建。抗日战争期间1942年曾被日军逮捕，后经多方营救出狱。
1944年，赴美国经营实业，创办外贸公司经营进出口，又涉足金属开发，成为美国钛合金专家。任美国纽约万源国际公司董事长、贝利 (BCA)公司总经理、美国多种资源公司董事长，又曾任美国国会顾问，入白宫任总统工作小组基本成员，为美国总统提供亚太咨询，参与美亚太政策的商讨制定。
与夫人李道基均擅长打桥牌、热衷桥牌事业。翁对推广魏重庆发明之精准叫牌法，不遗余力，并带入中国大陆介绍给邓小平。1981年3月大力赞助促成首届上海舉辦國際橋牌友好邀請賽，有10国13城市共20余代表队参赛，是中国首次举办国际桥牌大赛。翁听闻邓小平很有桥牌造诣，提议由邓、翁氏夫妇、杨小燕对局，成为一时美谈和中美交流、中国桥牌史上佳话。后邓又与翁搭档，而杨与丁关根搭档对局。1984年，回访其创办的中原小学，任中原小学名誉校长。1985年5月，翁与杨发起举办第一届世界桥牌赛。1992年12月，其美国企业在宁波成立办事处。

## 家庭
与清末名臣李鸿章家族通婚，翁妻李道基是李鸿章曾孙女，有独女翁维亚，美国著名钢琴演奏家。

## 著作
- 《最新橋藝：短門制》(原著英文)[10]